# Copa Independencia de Brasil
La Copa Independencia de Brasil (Taça Independência en portugués) fue un torneo amistoso de selecciones de fútbol celebrado en Brasil, desde el 11 de junio al 9 de julio de 1972, para conmemorar el 150 aniversario de la Declaración de la Independencia de Brasil. Se le llamó "La minicopa de los brasileños" y la final, curiosamente, fue entre Brasil y Portugal en el Estadio Maracaná donde Brasil ganó 1-0, con gol de Jairzinho en el minuto 89'.
Aunque Pelé no jugó con Brasil, el equipo todavía seguía contando con Jairzinho, Tostão y Rivelino, así como también muchos jugadores que posteriormente participarían en la Copa Mundial de Fútbol de 1974.

## Organización

### Sedes

Sedes de la Copa Independencia de Brasil.

| Ciudad            | Estadio                                  | Aforo   |
| ----------------- | ---------------------------------------- | ------- |
| Aracaju           | Estadual Lourival Baptista (Batistão)    | 45.000  |
| Belo Horizonte    | Governador Magalhães Pinto (Mineirão)    | 110.000 |
| Campo Grande      | Universitário Pedro Pedrossian (Morenão) | 45.000  |
| Curitiba          | Belfort Duarte (Couto Pereira)           | 37.182  |
| Maceió            | Rei Pelé (Trapichão)                     | 20.551  |
| Manaus            | Vivaldo Lima (Vivaldão)                  | 31.000  |
| Natal             | João Machado (Machadão)                  | 42.000  |
| Porto Alegre      | Beira-Rio                                | 106.000 |
| Recife            | Arruda                                   | 60.044  |
| Río de Janeiro    | Jornalista Mário Filho (Maracanã)        | 200.000 |
| Salvador de Bahía | Octávio Mangabeira (Fonte Nova)          | 80.000  |
| São Paulo         | Cícero Pompeu de Toledo (Morumbi)        | 120.000 |
| São Paulo         | Pacaembú                                 | 40.000  |

### Árbitros
La lista de árbitros y asistentes fue la siguiente:
| - Kurt Tschenscher - Ángel Coerezza - Paul Schiller - Armando Marques - Arnaldo Cézar Coelho - Joaquím Goncalves - José Faville Neto - Romualdo Arppi Filho - Sebastião Rufino Ribeiro - Rafael Hormazábal - Guillermo Velásquez Ramírez - Michel Kitabdjian | - George Lamptey - Edwin Walker - Abraham Klein - Aurelio Angonese - Hwa Po Oei - Alfonso González Archundia - José Romei - Edison Pérez Núñez - Ove Dahlberg - Rudolf Scheurer - Ángel Pazos |

## Primera fase

### Grupo 1
| Equipo    | Pts | PJ | PG | PE | PP | GF | GC | Dif |
| --------- | --- | -- | -- | -- | -- | -- | -- | --- |
| Argentina | 7   | 4  | 3  | 1  | 0  | 13 | 1  | 12  |
| Francia   | 7   | 4  | 3  | 1  | 0  | 10 | 2  | 8   |
| CAF       | 3   | 4  | 1  | 1  | 2  | 3  | 4  | -1  |
| Colombia  | 2   | 4  | 1  | 0  | 3  | 7  | 13 | -6  |
| CONCACAF  | 1   | 4  | 0  | 1  | 3  | 3  | 16 | -13 |

| 11 de junio de 1972 | Argentina                     | 2:0 (2:0) | CAF | Estadio Batistão, Aracaju                                         |                                                                   |
|                     | Fischer 40' · Mastrángelo 42' |           |     | Asistencia: 12 826 espectadores Árbitro(s): José Faville (Brasil) | Asistencia: 12 826 espectadores Árbitro(s): José Faville (Brasil) |

| 11 de junio de 1972 | Francia                                               | 5:0 (3:0) | CONCACAF | Estadio Fonte Nova, Salvador de Bahía                                   |                                                                         |
|                     | Bereta 7' · Revelli 15', 21', 69' · Bulnes 82' (a.g.) |           |          | Asistencia: 21 422 espectadores Árbitro(s): Kurt Tschenscher (Alemania) | Asistencia: 21 422 espectadores Árbitro(s): Kurt Tschenscher (Alemania) |

| 14 de junio de 1972 | Francia                  | 2:0 (1:0) | CAF | Estadio Rei Pelé, Maceió                                            |                                                                     |
|                     | Blanchet 35' · Floch 83' |           |     | Asistencia: 10 000 espectadores Árbitro(s): Rudolf Scheurer (Suiza) | Asistencia: 10 000 espectadores Árbitro(s): Rudolf Scheurer (Suiza) |

| 14 de junio de 1972 | Colombia                                | 4:3 (3:1) | CONCACAF                   | Estadio Batistão, Aracaju                                            |                                                                      |
|                     | Piñeros 13' · Lugo 15', 17' · Morón 77' |           | Schal 38', 58' · Désir 64' | Asistencia: 7 642 espectadores Árbitro(s): Rafael Hormazábal (Chile) | Asistencia: 7 642 espectadores Árbitro(s): Rafael Hormazábal (Chile) |

| 18 de junio de 1972 | Argentina                                               | 7:0 (2:0) | CONCACAF | Estadio Rei Pelé, Maceió                                           |                                                                    |
|                     | Fischer 26', 68', 81', 86' · Más 12', 65' · Bianchi 70' |           |          | Asistencia: 8 587 espectadores Árbitro(s): Paul Schiller (Austria) | Asistencia: 8 587 espectadores Árbitro(s): Paul Schiller (Austria) |

| 18 de junio de 1972 | Francia                               | 3:2 (2:1) | Colombia               | Estadio Fonte Nova, Salvador de Bahía                             |                                                                   |
|                     | Loubet 32' · Molitor 36' · Michel 76' |           | Piñeros 23' · Meza 80' | Asistencia: 10 000 espectadores Árbitro(s): Ángel Pazos (Uruguay) | Asistencia: 10 000 espectadores Árbitro(s): Ángel Pazos (Uruguay) |

| 22 de junio de 1972 | CONCACAF | 0:0 | CAF | Estadio Fonte Nova, Salvador de Bahía                                |  |
|                     |          |     |     | Asistencia: 1 928 espectadores Árbitro(s): Edison Pérez Núñez (Perú) |  |

| 22 de junio de 1972 | Argentina                          | 4:1 (1:0) | Colombia  | Estadio Fonte Nova, Salvador de Bahía                                   |                                                                         |
|                     | Bianchi 17', 49', 62' · Vargas 60' |           | Morón 68' | Asistencia: 10 000 espectadores Árbitro(s): Kurt Tschenscher (Alemania) | Asistencia: 10 000 espectadores Árbitro(s): Kurt Tschenscher (Alemania) |

| 25 de junio de 1972 | CAF                        | 3:0 (2:0) | Colombia | Estadio Fonte Nova, Salvador de Bahía                              |                                                                    |
|                     | Pokou 7' · Tokoto 40', 56' |           |          | Asistencia: 10 579 espectadores Árbitro(s): José Cañete (Paraguay) | Asistencia: 10 579 espectadores Árbitro(s): José Cañete (Paraguay) |

| 25 de junio de 1972 | Francia | 0:0 | Argentina | Estadio Fonte Nova, Salvador de Bahía                               |  |
|                     |         |     |           | Asistencia: 6 587 espectadores Árbitro(s): Armando Marques (Brasil) |  |

### Grupo 2
| Equipo   | Pts | PJ | PG | PE | PP | GF | GC | Dif |
| -------- | --- | -- | -- | -- | -- | -- | -- | --- |
| Portugal | 8   | 4  | 4  | 0  | 0  | 12 | 2  | 10  |
| Chile    | 6   | 4  | 3  | 0  | 1  | 7  | 7  | 0   |
| Irlanda  | 4   | 4  | 2  | 0  | 2  | 7  | 7  | 0   |
| Ecuador  | 1   | 4  | 0  | 1  | 3  | 4  | 9  | -5  |
| Irán     | 1   | 4  | 0  | 1  | 3  | 3  | 8  | -5  |

| 11 de junio de 1972 | Portugal                           | 3:0 (1:0) | Ecuador | Estadio João Machado, Natal                                           |                                                                       |
|                     | Eusébio 36' · Dinis 59' · Nené 75' |           |         | Asistencia: 25000 espectadores Árbitro(s): Ángel Coerezza (Argentina) | Asistencia: 25000 espectadores Árbitro(s): Ángel Coerezza (Argentina) |

| 11 de junio de 1972 | Irlanda                | 2:1 (0:1) | Irán             | Estadio de Arruda, Recife                                             |                                                                       |
|                     | Leech 57' · Givens 74' |           | Ghelichkhani 10' | Asistencia: 10 500 espectadores Árbitro(s): Aurelio Angonese (Italia) | Asistencia: 10 500 espectadores Árbitro(s): Aurelio Angonese (Italia) |

| 14 de junio de 1972 | Portugal                             | 3:0 (2:0) | Irán | Estadio de Arruda, Recife                                                  |                                                                            |
|                     | Eusébio 13' · Dinis 31' · Coelho 72' |           |      | Asistencia: 12 000 espectadores Árbitro(s): Guillermo Velásquez (Colombia) | Asistencia: 12 000 espectadores Árbitro(s): Guillermo Velásquez (Colombia) |

| 14 de junio de 1972 | Chile                      | 2:1 (0:0) | Ecuador   | Estadio João Machado, Natal               |                                           |
|                     | Crisosto 51' · Caszely 77' |           | Guime 81' | Árbitro(s): Romualdo Arppi Filho (Brasil) | Árbitro(s): Romualdo Arppi Filho (Brasil) |

| 18 de junio de 1972 | Portugal                                  | 4:1 (1:0) | Chile       | Estadio de Arruda, Recife             |                                       |
|                     | Coelho 14' · Dinis 54', 66' · Eusébio 71' |           | Caszely 56' | Árbitro(s): Aurelio Angonese (Italia) | Árbitro(s): Aurelio Angonese (Italia) |

| 18 de junio de 1972 | Irlanda                              | 3:2 (1:1) | Ecuador                 | Estadio João Machado, Natal             |                                         |
|                     | Rogers 2' · Martin 60' · Dennehy 88' |           | Coronel 35' · Lasso 82' | Árbitro(s): Michel Kitabdjian (Francia) | Árbitro(s): Michel Kitabdjian (Francia) |

| 21 de junio de 1972 | Ecuador   | 1:1 (1:1) | Irán       | Estadio de Arruda, Recife                                            |                                                                      |
|                     | Lasso 15' |           | Parvin 29' | Asistencia: 5 000 espectadores Árbitro(s): Sebastião Rufino (Brasil) | Asistencia: 5 000 espectadores Árbitro(s): Sebastião Rufino (Brasil) |

| 21 de junio de 1972 | Chile                        | 2:1 (0:0) | Irlanda    | Estadio de Arruda, Recife                 |                                           |
|                     | Caszely 60' · Fouillioux 68' |           | Rogers 79' | Árbitro(s): Romualdo Arppi Filho (Brasil) | Árbitro(s): Romualdo Arppi Filho (Brasil) |

| 25 de junio de 1972 | Chile            | 2:1 (0:0) | Irán        | Estadio de Arruda, Recife                                            |                                                                      |
|                     | Caszely 50', 79' |           | Halvaei 85' | Asistencia: 15 000 espectadores Árbitro(s): Aurelio Angonese (Chile) | Asistencia: 15 000 espectadores Árbitro(s): Aurelio Angonese (Chile) |

| 21 de junio de 1972 | Portugal             | 2:1 (2:1) | Irlanda   | Estadio de Arruda, Recife                                              |                                                                        |
|                     | Peres 35' · Nené 37' |           | Leech 38' | Asistencia: 12 665 espectadores Árbitro(s): Ángel Coerezza (Argentina) | Asistencia: 12 665 espectadores Árbitro(s): Ángel Coerezza (Argentina) |

### Grupo 3
| Equipo     | Pts | PJ | PG | PE | PP | GF | GC | Dif |
| ---------- | --- | -- | -- | -- | -- | -- | -- | --- |
| Yugoslavia | 7   | 4  | 3  | 1  | 0  | 15 | 3  | 13  |
| Paraguay   | 6   | 4  | 3  | 0  | 1  | 12 | 4  | 8   |
| Perú       | 4   | 4  | 2  | 0  | 2  | 5  | 3  | 2   |
| Bolivia    | 2   | 4  | 0  | 2  | 2  | 4  | 12 | -8  |
| Venezuela  | 1   | 4  | 0  | 1  | 3  | 3  | 17 | -14 |

| 11 de junio de 1972 | Paraguay                                      | 4:1 (4:1) | Venezuela    | Morenão, Campo Grande              |                                    |
|                     | Giménez 2' · Escobar 11' · Maldonado 13', 37' |           | Olivares 26' | Árbitro(s): George Lamptey (Ghana) | Árbitro(s): George Lamptey (Ghana) |

| 11 de junio de 1972 | Perú                                    | 3:0 (3:0) | Bolivia | Estadio Couto Pereira, Curitiba       |                                       |
|                     | Gallardo 7' · Castañeda 16' · Sotil 23' |           |         | Árbitro(s): Edwin Walker (Inglaterra) | Árbitro(s): Edwin Walker (Inglaterra) |

| 14 de junio de 1972 | Yugoslavia                                                                                                 | 10:0 (5:0) | Venezuela | Estadio Couto Pereira, Curitiba                                  |                                                                  |
|                     | Bajević 5', 7', 48', 68', 74' · Džajić 20' · Aćimović 37' · Popivoda 44' · Stepanović 51' · Katalinski 54' |            |           | Asistencia: 5 000 espectadores Árbitro(s): Ove Dahlberg (Suecia) | Asistencia: 5 000 espectadores Árbitro(s): Ove Dahlberg (Suecia) |

| 14 de junio de 1972 | Paraguay  | 1:0 (0:0) | Perú | Morenão, Campo Grande              |                                    |
|                     | Godoy 89' |           |      | Árbitro(s): Abraham Klein (Israel) | Árbitro(s): Abraham Klein (Israel) |

| 18 de junio de 1972 | Bolivia      | 1:1 (0:1) | Yugoslavia | Morenão, Campo Grande                                              |                                                                    |
|                     | Pariente 88' |           | Džajić 31' | Asistencia: 15 000 espectadores Árbitro(s): Abraham Klein (Israel) | Asistencia: 15 000 espectadores Árbitro(s): Abraham Klein (Israel) |

| 18 de junio de 1972 | Perú        | 1:0 (0:0) | Venezuela | Estadio Vivaldo Lima, Manaus        |                                     |
|                     | Ramírez 65' |           |           | Árbitro(s): Arnaldo Coelho (Brasil) | Árbitro(s): Arnaldo Coelho (Brasil) |

| 22 de junio de 1972 | Venezuela                 | 2:2 (1:1) | Bolivia                | Estadio Vivaldo Lima, Manaus     |                                  |
|                     | Iriarte 15' · Mendoza 49' |           | Rimaza 5' · Blacut 57' | Árbitro(s): Hwa Po Oei (Malasia) | Árbitro(s): Hwa Po Oei (Malasia) |

| 22 de junio de 1972 | Yugoslavia       | 2:1 (0:1) | Paraguay    | Estadio Vivaldo Lima, Manaus                                       |                                                                    |
|                     | Bajević 50', 86' |           | Escobar 17' | Asistencia: 25 000 espectadores Árbitro(s): Abraham Klein (Israel) | Asistencia: 25 000 espectadores Árbitro(s): Abraham Klein (Israel) |

| 25 de junio de 1972 | Yugoslavia      | 2:1 (2:1) | Perú        | Estadio Vivaldo Lima, Manaus                                                    |                                                                                 |
|                     | Bajevic 4', 37' |           | Ramírez 11' | Asistencia: 20 000 espectadores Árbitro(s): Alfonso González Archundia (México) | Asistencia: 20 000 espectadores Árbitro(s): Alfonso González Archundia (México) |

| 25 de junio de 1972 | Paraguay                                                 | 6:1 (1:0) | Bolivia            | Estadio Vivaldo Lima, Manaus              |                                           |
|                     | Maldonado 7', 68' · Arrúa 57', 59', 67' · Dos Santos 86' |           | Molinas 63' (a.g.) | Árbitro(s): Arnaldo Cézar Coelho (Brasil) | Árbitro(s): Arnaldo Cézar Coelho (Brasil) |

## Segunda fase

### Grupo A
| Equipo         | Pts | PJ | PG | PE | PP | GF | GC | Dif |
| -------------- | --- | -- | -- | -- | -- | -- | -- | --- |
| Brasil         | 5   | 3  | 2  | 1  | 0  | 4  | 0  | 4   |
| Yugoslavia     | 3   | 3  | 1  | 1  | 1  | 4  | 6  | -2  |
| Escocia        | 2   | 3  | 0  | 2  | 1  | 2  | 3  | -1  |
| Checoslovaquia | 2   | 3  | 0  | 2  | 1  | 1  | 2  | -1  |

| 28 de junio de 1972 | Brasil | 0:0 | Checoslovaquia | Estadio de Maracaná, Río de Janeiro     |  |
|                     |        |     |                | Árbitro(s): Kurt Tschenscher (Alemania) |  |

| 28 de junio de 1972 | Escocia         | 2:2 (1:0) | Yugoslavia                      | Estadio Mineirão, Belo Horizonte       |                                        |
|                     | Macari 39', 63' |           | Bajević 60' · Buchan 87' (a.g.) | Árbitro(s): Ángel Coerezza (Argentina) | Árbitro(s): Ángel Coerezza (Argentina) |

| 2 de julio de 1972 | Brasil                            | 3:0 (2:0) | Yugoslavia | Estadio Morumbi, São Paulo        |                                   |
|                    | Leivinha 22', 25' · Jairzinho 65' |           |            | Árbitro(s): Ove Dahlberg (Suecia) | Árbitro(s): Ove Dahlberg (Suecia) |

| 2 de julio de 1972 | Escocia | 0:0 | Checoslovaquia | Estadio Beira-Rio, Porto Alegre      |  |
|                    |         |     |                | Árbitro(s): Armando Marques (Brasil) |  |

| 5 de julio de 1972 | Brasil        | 1:0 (0:0) | Escocia | Estadio de Maracaná, Río de Janeiro |                                    |
|                    | Jairzinho 82' |           |         | Árbitro(s): Abraham Klein (Israel)  | Árbitro(s): Abraham Klein (Israel) |

| 6 de julio de 1972 | Yugoslavia               | 2:1 (1:1) | Checoslovaquia | Estadio de Pacaembu, São Paulo       |                                      |
|                    | Bajević 19' · Džajić 77' |           | Hrušecký 37'   | Árbitro(s): Armando Marques (Brasil) | Árbitro(s): Armando Marques (Brasil) |

### Grupo B
| Equipo          | Pts | PJ | PG | PE | PP | GF | GC | Dif |
| --------------- | --- | -- | -- | -- | -- | -- | -- | --- |
| Portugal        | 5   | 3  | 2  | 1  | 0  | 5  | 2  | 3   |
| Argentina       | 4   | 3  | 2  | 0  | 1  | 3  | 3  | 0   |
| Unión Soviética | 2   | 3  | 1  | 0  | 2  | 1  | 2  | -1  |
| Uruguay         | 1   | 3  | 0  | 1  | 2  | 1  | 3  | -2  |

| 29 de junio de 1972 | Unión Soviética | 1:0 (0:0) | Uruguay | Estadio de Morumbi, São Paulo      |                                    |
|                     | Onishchenko 59' |           |         | Árbitro(s): Abraham Klein (Israel) | Árbitro(s): Abraham Klein (Israel) |

| 29 de junio de 1972 | Portugal                              | 3:1 (2:1) | Argentina    | Estadio de Maracaná, Rio de Janeiro   |                                       |
|                     | Calisto 36' · Eusébio 45' · Dinis 47' |           | Brindisi 29' | Árbitro(s): Edwin Walker (Inglaterra) | Árbitro(s): Edwin Walker (Inglaterra) |

| 2 de julio de 1972 | Uruguay    | 1:1 (1:0) | Portugal  | Estadio de Maracaná, Rio de Janeiro |                                     |
|                    | Pavoni 20' |           | Graça 46' | Árbitro(s): Rudolf Scheurer (Suiza) | Árbitro(s): Rudolf Scheurer (Suiza) |

| 2 de julio de 1972 | Argentina     | 1:0 (0:0) | Unión Soviética | Estadio Mineirão, Belo Horizonte                |                                                 |
|                    | Pastoriza 75' |           |                 | Árbitro(s): Alfonso González Archundia (México) | Árbitro(s): Alfonso González Archundia (México) |

| 6 de julio de 1972 | Portugal   | 1:0 (0:0) | Unión Soviética | Estadio Mineirão, Belo Horizonte        |                                         |
|                    | Jordão 46' |           |                 | Árbitro(s): Kurt Tschenscher (Alemania) | Árbitro(s): Kurt Tschenscher (Alemania) |

| 6 de julio de 1972 | Argentina | 1:0 (1:0) | Uruguay | Estadio Beira-Rio, Porto Alegre       |                                       |
|                    | Más 37'   |           |         | Árbitro(s): Edwin Walker (Inglaterra) | Árbitro(s): Edwin Walker (Inglaterra) |

## Fase final
|  | Final                        |   |
|  |                              |   |
|  | 9 de julio − Río de Janeiro  |   |
|  |                              |   |
|  | Brasil                       | 1 |
|  | Brasil                       | 1 |
|  | Portugal                     | 0 |
|  | Portugal                     | 0 |
|  |                              |   |
|  |                              |   |
|  |                              |   |
|  | Partido por el tercer puesto |   |
|  |                              |   |
|  | 9 de julio − Río de Janeiro  |   |
|  |                              |   |
|  | Yugoslavia                   | 4 |
|  | Yugoslavia                   | 4 |
|  | Argentina                    | 2 |
|  | Argentina                    | 2 |

### Tercer lugar
| 9 de julio de 1972 | Yugoslavia                                     | 4:2 (2:0) | Argentina                       | Estadio Maracaná, Río de Janeiro                                     |                                                                      |
|                    | Bajević 26', 82' · Katalinski 36' · Džajić 64' |           | Brindisi 61' (pen.), 87' (pen.) | Asistencia: 120.000 espectadores Árbitro(s): Paul Schiller (Austria) | Asistencia: 120.000 espectadores Árbitro(s): Paul Schiller (Austria) |

| Yugoslavia     |  |                                            |  |     |
|                |  |                                            |  |     |
| 1              |  | Enver Marić (Velež Mostar)                 |  |     |
| 6              |  | Miroslav Boškovic (Hajduk)                 |  |     |
| 15             |  | Dragoslav Stepanović (OFK Belgrado)        |  |     |
| 5              |  | Miroslav Pavlović (Crvena Zvezda)          |  |     |
| 18             |  | Josip Katalinski (Željeznicar) 68'         |  |     |
| 20             |  | Blagoje Paunović (Partizan)                |  | 46' |
| 16             |  | Ilija Petković (OFK Belgrado)              |  | 46' |
| 8              |  | Branko Oblak (Olimpija Ljubljana)          |  |     |
| 11             |  | Dušan Bajević (Velež Mostar)               |  |     |
| 10             |  | Jovan Acimovic (Estrella Roja de Belgrado) |  |     |
| 9              |  | Dragan Džajić (Estrella Roja de Belgrado)  |  |     |
| Sustituciones: |  |                                            |  |     |
| 2              |  | Jusuf Hatunić (Sloboda)                    |  | 46' |
| 14             |  | Jure Jerković (Hajduk)                     |  | 46' |
| D. T.          |  |                                            |  |     |
| Vujadin Boškov |  |                                            |  |     |

| Argentina:        |  |                                       |  |     |
|                   |  |                                       |  |     |
| 20                |  | Miguel Ángel Santoro (Independiente)  |  |     |
| 14                |  | Jorge Dominichi (River Plate)         |  |     |
| 4                 |  | Osvaldo Piazza (Lanús)                |  |     |
| 6                 |  | Ángel Bargas (Chacarita Juniors)      |  |     |
| 5                 |  | Ramón Heredia (San Lorenzo)           |  | 71' |
| 23                |  | Miguel Ángel Raimondo (Independiente) |  | 46' |
| 13                |  | Alejandro Semenewicz (Independiente)  |  |     |
| 8                 |  | José Pastoriza (Independiente) 68'    |  |     |
| 7                 |  | Ernesto Mastrángelo (River Plate)     |  |     |
| 19                |  | Roque Avallay (CA Huracán)            |  |     |
| 11                |  | Oscar Más (River Plate)               |  |     |
| Sustituciones:    |  |                                       |  |     |
| 10                |  | Miguel Ángel Brindisi (CA Huracán)    |  | 46' |
| 21                |  | Rubén Díaz (Racing Club)              |  | 71' |
| D. T.             |  |                                       |  |     |
| Juan José Pizzuti |  |                                       |  |     |

### Final
| 9 de julio de 1972 | Brasil        | 1:0 (0:0) | Portugal | Estadio Maracaná, Río de Janeiro                                   |                                                                    |
|                    | Jairzinho 89' |           |          | Asistencia: 99 138 espectadores Árbitro(s): Abraham Klein (Israel) | Asistencia: 99 138 espectadores Árbitro(s): Abraham Klein (Israel) |

| Brasil         |  |                                           |  |       |
|                |  |                                           |  |       |
| 1              |  | Emerson Leão (Palmeiras)                  |  |       |
| 2              |  | Zé Maria (Corinthians)                    |  |       |
| 3              |  | Brito (Botafogo)                          |  |       |
| 4              |  | Vantuir (Atlético Mineiro)                |  |       |
| 6              |  | Marco Antônio (Fluminense)                |  | Salió |
| 5              |  | Clodoaldo (Santos)                        |  |       |
| 8              |  | Gérson (Fluminense)                       |  |       |
| 7              |  | Jairzinho (Botafogo)                      |  |       |
| 15             |  | Tostão (Vasco)                            |  |       |
| 17             |  | Leivinha (Palmeiras)                      |  | Salió |
| 10             |  | Rivelino (Corinthians)                    |  |       |
| Sustituciones: |  |                                           |  |       |
| 13             |  | Rodrigues Neto (Flamengo)                 |  | Entró |
| 9              |  | Dario "Dadá Maravilha" (Atlético Mineiro) |  | Entró |
| D. T.          |  |                                           |  |       |
| Mário Zagallo  |  |                                           |  |       |

| Portugal:      |  |                                      |  |     |
|                |  |                                      |  |     |
| 1              |  | José Henrique (SL Benfica)           |  |     |
| 12             |  | Artur Correia (SL Benfica)           |  |     |
| 8              |  | Humberto Coelho (SL Benfica)         |  |     |
| 5              |  | Timula Messias (SL Benfica)          |  |     |
| 18             |  | Adolfo Calisto (SL Benfica)          |  |     |
| 13             |  | António "Toni" Oliveira (SL Benfica) |  |     |
| 21             |  | Jaime Graça (SL Benfica)             |  |     |
| 7              |  | Fernando Peres (Sporting CP)         |  |     |
| 15             |  | Rui Jordão (SL Benfica)              |  | 77' |
| 9              |  | Eusébio (SL Benfica)                 |  |     |
| 14             |  | Joaquim Dinis (Sporting CP)          |  |     |
| Sustituciones: |  |                                      |  |     |
| 24             |  | Artur Jorge (SL Benfica)             |  | 77' |
| D. T.          |  |                                      |  |     |
| José Augusto   |  |                                      |  |     |

| Bandera de Brasil |
| Campeón Brasil    |